# Туну (газоконденсатне родовище)
Туну — газоконденсатне родовище розташоване в нафтогазоносному басейну Кутей в індонезійському ліцензійному блоці Махакам на території дельти однойменної річки (острів Калімантан).
Розвідка на місці родовища велась з 1971 року, і в 1973-му свердловина TN-10 відкрила перші поклади. Проте вона не перетнула весь продуктивний інтервал, так що по справжньому розмір відкриття був осягнутий у 1982 році за результатами свердловини TN-2. До 1987 тут було пробурено 31 розвідувальну свердловину, з яких лише 3 виявились невдалими. Родовище витягнуте в довжину на 65 км, займаючи при цьому майже 400 км². Продуктивна зона розташована в інтервалі між 2200 та 4000 метрів.
Видобуток на Туну стартував у 1990 році. Продукція надходить до газового родовища Бадак через 800 мм газопровід, а далі транспортується до заводу із виробництва ЗПГ Бонтанг через новий 900 мм трубопровід. В ході розробки пробурені численні свердловини (240 до 2003 року), при цьому враховуючи особливості болотяного розташування родовища ці роботи виконуються зі спеціальних барж. Станом на 2000 рік видобуток на Туну в перерахунку на рік перевищив 22 млрд м³.
Запаси Туну на початковому етапі оцінювались у 127—141 млрд м³. До кінця 1990-х цей показник зріс до більш ніж 250 млрд м³. Зустрічаються також і більш високі оцінки — до 460 млрд м³ у родовищах Туну та Тамбора, при тому що первісні оцінки запасів останнього становили третину від аналогічних показників Туну, а максимальний рівень видобутку, досягнутий у 1992 році через сім років після початку розробки, становив біля 3 млрд м³ на рік.
З 2007 року через Туну проходить продукція офшорних газових родовищ Сісі та Нубі.